# TOKKO 特公
『TOKKO 特公』（とっこう）は、藤沢とおるによる漫画、およびそれを原作としたアニメ。『月刊アフタヌーン』（講談社）において連載されていた。ストーリーは未完。
2013年からは「月刊ヒーローズ」にて本作の前史（エピソード0）にあたる『特公 零 TOKKO ZERO』（原稿作成：藤沢とおる、作画：浅田有皆）の隔月連載が始まり、2016年5月発売の第4巻を以って完結した。

## ストーリー
突如町田に出現した穴。そこから現れた怪物、ファントムによって、町田の住民が惨殺された。その事件の生き残りである申道蘭丸は、殺された両親の仇を討つために警察官となる。そこで彼は特殊公安部（特公）の存在を知る。

## 登場人物
申道蘭丸（しんどう らんまる）
声 - 鈴村健一
本作品の主人公。高校生の時に町田の事件で両親を殺され、犯人を捜すために特殊機動捜査隊に入隊する。
基本的に勝気だが、妹の沙也には弱い。さくらとは事件前から面識がある。
単行本第2巻で自らの体内のファントムを覚醒させ、共生者となり、特公に入る。
六条さくら（ろくじょう さくら）
声 - 折笠富美子
本作品のヒロイン。赤いアッシュ系の髪をしている。共生者の一人。町田の事件で植物状態になった弟を持ち、彼の復讐のために特公に入る。
申道とは事件前から面識がある。そのためか、申道の夢にも姿を現していた。
鈴鹿紅葉（すずか くれは）
声 - 植田佳奈
特公きっての実力を持つ共生者の少女。大人のしたたかさと、少女ならではの残酷さを併せ持つ。
町田の事件で両親を失い、ファントムと化した弟の秋人を手に掛けた。
豊満なバスト、金髪のストレートロングヘアーが特徴。上半身裸にジャケットを羽織るのみという、露出度の高いエロティックな格好であるため、胸元が大きく開き、首にアクセサリーをしている。
申道の事を気にかけており、横浜でのデートの際にはキスしている。
伊吹涼子（いぶき りょうこ）
声 - 夏樹リオ
眼鏡をかけた特公のチーフ。婚約者を町田で亡くした公安のキャリア。
事件後に出会った紅葉の世話役をしている。
犬飼武流（いぬかい たける）
声 - 赤城進
共生者の一人で、元々さくらとは知り合いだったらしい。彼女と同い年。
無口だが、大太刀を使うなど、特公での役割が大きい。
申道沙也（しんどう さや）
声 - 神田朱未
申道蘭丸の妹。両親を失って以来、兄に世話を焼くようになる。
花園一郎（はなぞの いちろう）
声 - 武藤正史
警察学校時代の申道の同期。風俗が趣味。
國樹田薫（くにきだ かおる）
声 - 高木渉
渋谷特機隊の隊長。機動隊では「鬼の國樹田」と恐れられるほど取り締まりに命をかける。妻子がいる。
村正将吾（ぬらまさ しょうご）
声 - 土田大
國樹田の部下で、彼の右腕となり、特機隊を支える。
荒羅木一斗（あららぎ いっと）
声 - 松林大樹
17歳。繭の兄。幼いときに町田の事件で両親を殺され、以降共生者として繭とともに生活を送る。
ファントムへの復讐のため、ファントムを喰らい、能力を増やし続けている。物理攻撃が得意。
荒羅木繭（あららぎ まゆ）
声 - 河原木志穂
16歳。一斗の妹。幼いときに町田の事件で両親を殺され、以降共生者として一斗とともに生活を送る。
おっとりとしているが、戦うときは容赦しない。精神攻撃が得意。また、ファントムの存在を探知する能力をもつ。
白石雪乃（しらいし ゆきの）
声 - 遠藤綾
立川K大に通う20歳。父が同じ大学の教授。探究心に富み、真面目。責任感も強いがどこか抜けている。
ファントムに操られていたところを荒羅木兄妹に救われる。
六条大樹（ろくじょう ひろき）
声 - 下野紘
さくらの弟。町田の事件でファントムに襲われ瀕死になり、植物状態となる。

## 用語解説
共生者

ファントム
5年前に町田の団地で開いた扉（ゲート）から出てくる亡霊のような存在。共生者しか殺すことができない。
餓鬼
ファントムの周りに無尽蔵に現れる兵隊。
蟲
主にファントムの体より生み出される霊虫。人などを餓鬼化、または偵察などをするために使用される。

## テレビアニメ
2006年4月15日からWOWOWにて放送。R-15指定相当作品。

### スタッフ
- 原作 - 藤沢とおる
- 監督 - 阿部雅司
- シリーズ構成・脚本 - 山田光洋
- キャラクターデザイン - 渡辺浩二
- プロップデザイン - 小川浩
- 総作画監督 - 渡辺浩二、滝川和男
- 美術監督 - 高橋麻穂
- 色彩設計 - 大西峰代
- 撮影監督 - 中島秀剛
- 編集 - 櫻井崇
- 音楽 - NO MILK
- 音響監督 - 高桑一
- プロデューサー - 岩崎善浩、片桐大輔
- アニメーションプロデューサー - 桜井宏、松嵜義之
- アニメーション制作 - グループ・タック、AICスピリッツ
- 製作 - 「TOKKO 特公」製作委員会（松竹、MANGA ENTERTAINMENT、WOWOW、スリーライト）

### 主題歌
オープニングテーマ「Nothing」
作詞・作曲・編曲 - 南俊介 / 歌 - dB
エンディングテーマ「Sherry」
作詞・作曲・編曲 - 南俊介 / 歌 - dB

### 各話リスト
| 話数 | サブタイトル                 | 絵コンテ          | 演出           | 作画監督                |
| ---- | ---------------------------- | ----------------- | -------------- | ----------------------- |
| 1    | 暁 awakening                 | 阿部雅司          | はしもとなおと | 渡辺浩二                |
| 2    | 夢 a girl appears            | 山田徹            | 山田徹         | 澤田貴秋                |
| 3    | 絆 moments would be lost     | 藤森かずま        | 北山修二       | 青木真理子              |
| 4    | 兆 corpses in the laboratory | 西山明樹彦        | 西山明樹彦     | 中島美子                |
| 5    | 鬼 a father,all alone        | 小林孝志 後信治   | 後信治         | 谷口繁則                |
| 6    | 哀 who kills my brother      | 阿部雅司          | 秋田谷典昭     | 西山忍                  |
| 7    | 恋 a tellphone call          | 阿部雅司          | はしもとなおと | 渡辺浩二                |
| 8    | 醒 time to say goodbye       | 山田徹            | 平井義通       | しまだひであき 澤田貴秋 |
| 9    | 凜 we were born to be        | 藤森かずま        | 西村大樹       | 青木真理子              |
| 10   | 揺 never mind                | 林宏樹            | 鈴木孝聡       | 中島美子 柳昇希         |
| 11   | 獄 No woman,No cry           | 小林孝志 粟井重紀 | 粟井重紀       | 谷口繁則 山崎正和       |
| 12   | 怒 if not in love            | 永田正美          | 丸山由太       | 西山忍                  |
| 13   | 黎 remain tender together    | 石平信司 阿部雅司 | 阿部雅司       | 渡辺浩二                |